# مؤسسة جنوم
مؤسسة جنوم هي مؤسسة غير ربحية يقع مقرها في كامبريدج، ماساتشوستس، الولايات المتحدة، وهي تُنسِّق جهود مشروع جنوم.

## الأهداف
تعمل مؤسسة جنوم على دعم الهدف من مشروع جنوم والمتمثل في إنشاء بيئة حوسبة تستخدم من قبل عموم الناس وتكون مكونة بالكامل من برمجيات حرة. ولتحقيق هذا الهدف تُنسِّق المؤسسة إصدارات جنوم وتحدد المشاريع التي تعد جزءًا منه، كما تمثل المؤسسة الصوت الرسمي للمشروع، موفرة وسائل التواصل مع وسائل الإعلام والمنظمات التجارية وغير التجارية المهتمة ببرمجيات جنوم، كما يمكن لها إنتاج مواد تعليمية وتوثيقية لمساعدة عموم الناس على التعلم ومعرفة المزيد عن هذه البرمجيات. بالإضافة إلى ذلك، يمكن للمؤسسة رعاية المؤتمرات ذات الصلة التقنية ك المؤتمر الأوروبي لمطوري ومستخدمي جنوم وقمة بوسطن لمطوري ومساهمي جنوم، كما يمكن لها تمثيل جنوم في المؤتمرات الأخرى ذات الصلة، ويمكنها أيضًا المساعدة في وضع معايير تقنية للمشروع، ودعم استخدام وتطوير برمجياته.

## التسيير
اعتبارًا من يونيو 2011، كارين ساندلر هي المدير التنفيذي للمؤسسة. يتم تحديد وتعيين المدير التنفيذي من قبل مجلس إدارة المؤسسة.

## مجلس الإدارة
يتم انتخاب مجلس إدارة المؤسسة كل سنة عن طريق الاقتراع الذي تنظمه لجنة الانتخابات بالمؤسسة.
أعضاء مجلس الإدارة الحالي (منذ يوليو 2012) هم إيمانويل باسي، جوانماري ديجز، سيف لطفي، شون مكانسي، توبياس مولر، أندرياس نيلسون، باستيان نوسيرا.
أعضاء مجلس الإدارة سابقًا هم :
- نات فريدمان (2001-2003)
- جيم جيتيس (2000-2002)
- ميغيل دي إيكازا (2000-2002)
- راف لوفيان (2000-2001)
- مايكل ميكس (2001)
- فيديريكو مينا كوينتيرو (2000-2001، 2004-2005)
- هافوك بنينجتون (2000-2001) [4]

## العضوية
يمكن لجميع المساهمين في مشروع جنوم عضوية المؤسسة.
لجميع الأعضاء الحق في الترشح لعضوية مجلس الإدارة، التصويت في انتخابات المجلس واقتراح استفتاء للتصويت.

## المجلس الاستشاري
المجلس الاستشاري للمؤسسة هو مجموعة من المنظمات والشركات التي ترغب في التواصل بشكل وثيق مع مجلس الإدارة ومشروع جنوم. يمكن للمنظمات الانضمام إلى المجلس الاستشاري برسم سنوي يتراوح بين 5000 و 10000 دولار أمريكي، كما يمكن أن تُدعى المنظمات بصفتها غير الربحية.
اعتبارًا من عام 2010، أعضاء المجلس الاستشاري هم: كنونيكال (Canonical Ltd)، كولابورا (Collabora Ltd)، ديبيان (Debian)، مؤسسة البرمجيات الحرة (Free Software Foundation)، جوجل (Google)، آي بي إم (IBM)، إيجاليا (Igalia)، إنتل (Intel)، مؤسسة موزيلا (Mozilla Foundation)، حاسوب محمول لكل طفل (OLPC)، ريدهات (Red Hat)، مركز قانون البرمجيات الحرة (Software Freedom Law Center)، مختبرات شوجر (Sugar Labs) وسوزي (Suse).

## روابط خارجية
- مؤسسة جنوم، الموقع الرسمي للمؤسسة.